# COM (rivista)
COM (コム?) era una rivista che pubblicava manga, iniziata nel gennaio 1967 e pubblicata da Osamu Tezuka. È partita dopo il successo di Garo ed è stata una via per molti artisti, compreso Tezuka, per sperimentare nuove serie. La sua pubblicazione cessò nel 1972.